# Ján Koscelanský
Ján Koscelanský (19. října 1926 – 19. listopadu 2010) byl slovenský a československý politik Komunistické strany Slovenska a poúnorový poslanec Slovenské národní rady, Národního shromáždění ČSSR a Sněmovny lidu Federálního shromáždění.

## Biografie
V letech 1966-1968 se uvádí jako účastník zasedání Ústředního výboru Komunistické strany Slovenska a člen Ústřední kontrolní a revizní komise ÚV KSS. XIII. sjezd KSČ ho zvolil za člena Ústředního výboru Komunistické strany Československa. Vysočanský sjezd KSČ ho ve funkci potvrdil. Na členství v ÚV KSČ rezignoval v červnu 1970.
Ve volbách roku 1964 se stal poslancem Slovenské národní rady. Po volbách roku 1964 byl zvolen za KSS i do Národního shromáždění ČSSR za Východoslovenský kraj. Mandát nabyl až dodatečně v prosinci 1966 po doplňovacích volbách vypsaných poté, co rezignoval poslanec Emil Chlebec. V Národním shromáždění zasedal až do konce volebního období parlamentu v roce 1968.
K roku 1968 se profesně uvádí jako představitel KRK KSS z obvodu Trebišov. Během pražského jara udržoval jako vedoucí tajemník Krajského výboru KSS ve Východoslovenském kraji kontakty se sovětskými představiteli na sousední Ukrajině. Zpočátku se orientoval jako stoupenec reformního kurzu, ale postupně se u něj začaly objevovat pochybnosti ohledně radikálních politických změn. V květnu 1968 svým sovětským protějškům sdělil, že není vyloučeno, že pro Slováky může být nezbytné „společně s bratrským sovětským lidem znovu osvobodit české země“. Zároveň byl kritický k česko-slovenským vztahům a vyjadřoval obavy, že i po připravované federalizaci může být postavení Slováků nerovnoprávné. Tyto postřehy pak byly ukrajinskými komunisty tlumočeny vedení KSSS.
Po federalizaci Československa usedl roku 1969 do Sněmovny lidu Federálního shromáždění (volební obvod Trebišov), kde setrval do července 1970, kdy rezignoval na post poslance. Po invazi vojsk Varšavské smlouvy do Československa ho Ústřední výbor Komunistické strany Československa zařadil na seznam „představitelů a exponentů pravice“. V té době je uváděn jako vedoucí tajemník východoslovenského KV KSS Košice.